# Młynne (dopływ Muszynki)
Młynne – potok, lewy dopływ Muszynki o długości 4,44 km i powierzchni zlewni 5 km². Płynie przez wieś Powroźnik w województwie małopolskim, w powiecie nowosądeckim, w gminie Muszyna.
Potok wypływa dwoma źródłowymi ciekami w dwóch lejach źródliskowych u północnych podnóży szczytu Dubne (885 m) w Górach Leluchowskich. Wyżej położony z nich wypływa na wysokości 840 m. Cieki te opływają wąski, północny grzbiet Dubnego i u jego podnóży, na wysokości około 670 m łączą się z sobą. Od tego miejsca potok spływa krętym korytem w kierunku północnym i w zabudowanym obszarze miejscowości Powroźnik uchodzi do Muszynki jako jej lewy dopływ.
Większa część zlewni Młynnego znajduje się w porośniętym lasem obszarze Gór Leluchowskich, tylko dolna część doliny potoku to bezleśne, zajęte przez pola uprawne i zabudowania tereny miejscowości Powroźnik.
Doliną potoku Młynne poprowadzono konny szlak turystyczny prowadzący z Powroźnika do szczytu Przechyby.